# ليلة حب أخيرة (فلم)
ليلة حب أخيرة هو فيلم مصري من إخراج حلمي رفلة وبطولة مريم فخر الدين، نبيلة عبيد، صلاح قابيل، عماد حمدي، إبراهيم خان وحسين الشربيني، صدر الفيلم في 31 يوليو 1972.

## نبذة
بعد عودته من الخارج، يحاول المخرج فؤاد وجدي إعادة العلاقة القديمة بينه وبين مديحة، التي ترفض بشدة نظرًا لأنها الآن زوجة وأم للشابة نجوى، وبعد رفضها يحاول المخرج استمالة ابنتها نجوى وإغراءها إلا أن نجوى تقع متهمة في قضية مصرع المخرج فؤاد وجدي.

## طاقم العمل
- مريم فخر الدين بدور مديحة
- نبيلة عبيد بدور نجوى
- صلاح قابيل بدور عادل
- عماد حمدي بدور حسني
- إبراهيم خان بدور فؤاد وجدي
- حسين الشربيني بدور وكيل النيابة

## وصلات خارجية
- مقالات تستعمل روابط فنية بلا صلة مع ويكي بيانات